# Система з вибуванням після двох поразок
Система з вибуванням після двох поразок (англ. Double-elimination) — спосіб проведення спортивних турнірів, в яких учасник вибуває після двох поразок.
Система з вибуванням після двох поразок є альтернативою олімпійській системі, де учасник вибуває з турніру після першого програшу. Зазвичай, сітка турніру складається з двох частин: верхня сітка (англ. winner bracket — сітка вінерів або сітка переможців) та нижня сітка (англ. loser bracket — сітка лузерів або сітка програвших). Після поразки в верхній сітці, учасник переходить («падає») в нижню сітку, де зустрічається з іншим учасником, який програв один раз. Після поразки в нижній сітці спортсмен остаточно залишає турнір.
Перевагами системи є право на помилку, яке є у кожного учасника. Це допомагає запобігти ранньому програшу через невдале розсіювання після жеребкування. Окрім цього, система з вибуванням після двох поразок дозволяє кожному учаснику зіграти принаймні дві гри, на відміну від олімпійської системи, де половина команд проведе лише один матч. Недоліками системи вважається більша кількість матчів, довший час на проведення турніру та неефективне використання місць змагань.